# Zénodore (roi d'Iturée)
Pour les articles homonymes, voir Zénodore.
Zénodore ou Zénodorus est un prince ituréen du Ier siècle av. J.-C., il est Tétrarque d'Iturée depuis les années 30 av. J.-C. jusqu'à sa mort vers 20 av.J.-C.. 
À sa mort ses territoires comprenaient « les territoires situés entre la Trachonitide et la Galilée, Oulatha (la Vallée de la Houla, près du lac Houleb, appelé aussi Lac Semechonite), le canton de Panion et toute la région environnante ». Ils sont distincts, des territoires de Lysanias, pris à ferme par Zénodore.
Bien que Flavius Josèphe ne semble pas le savoir, il est le fils de Lysanias, ainsi que l'indique une inscription funéraire trouvée à Héliopolis (Baalbek) consacrée à : «Zénodorus le fils de Lysanias le Tétrarque d'Iturée ».
Son père, roi d'Abilène un petit royaume d'iturée, est mis à mort sur ordre de Marc Antoine et à la demande de Cléopâtre VII qui désirait s'emparer de ses territoires. Toutefois, Zénodore ne se soumet pas et prend le contrôle de certains des territoires confisqués, notamment des régions au Sud de Damas (Ulatha et Paneas (Baniyas), à l'Ouest de la Trachonitide).
Selon Flavius Josèphe, Zénodore ne se contente pas des territoires qu'il contrôle, mais il est complice des brigands qui se livrent à des actes de razzias et de pillages dans la région de Trachonitide, au sud-est de Damas allant même jusqu'à faire des incursions dans la ville. Ses habitants s'en plaignent auprès du légat de Syrie pour qu'il leur vienne en aide. Bien qu'il proteste vigoureusement de son innocence, l'Empereur Auguste décide (vers 23 av.J.-C.) de donner la Trachonitide à Hérode le Grand (Roi de Judée de 41 à 4 av.J.-C.) avec la tâche de rétablir l'ordre dans la région.
Zénodore tentera de défendre sa cause auprès des romains en dénonçant la brutalité des actions d'Hérode en Trachonitide. Finalement, visiblement à court de revenus, il vend une partie de ses terres, l'Auranitide aux Nabatéens pour cinquante talents et décède à Antioche, peu après (vers 20 av.J.-C.).
Toutefois comme les terres vendues avaient été confisquées par Auguste et données à Hérode. À la mort de Zénodore, Auguste donne définitivement ses territoires à Hérode. Les Nabatéens frustrés de leur achat, manifesteront leur ressentiment pendant plusieurs décennies.